# باشا بارفيني
باشا بارفيني (مواليد 30 مايو 1986) هو مغني وكاتب أغاني مولدوفي، مثل مولدوفا في مسابقة الأغنية الأوروبية 2012 ومسابقة الأغنية الأوروبية 2023.

## روابط خارجية
باشا بارفيني على موقع IMDb (الإنجليزية)
- باشا بارفيني على موقع ميوزك برينز (الإنجليزية)
- باشا بارفيني على موقع أول ميوزيك (الإنجليزية)
- باشا بارفيني على موقع ديسكوغز (الإنجليزية)